# Pet Pals: Animal Doctor
Pet Pals: Animal Doctor er et computerspil hvor man skal spille som en dyrlæge, og skal tage sig af de mange dyr der bliver bragt til ens klinik. Spillet er skabt af Legacy Interactive. Spillet er vurderet til E10 + af Entertainment Software Rating Board.
In 2007, blev spillet tildelt Silver honor udmærkelsen af Parents' Choice Foundation.